# АДН
АДН је била једина званична новинска агенција Немачке Демократске Републике за вријеме њеног постојања. Размјењивала је вијести са око 60 свјетских новинских агенција, чиме је успостављена цензура свих вијести. Практично је проводила све замисли и циљеве Министарског савјета и водеће државне партије СЕД.
До 1989. године, АДН је имала око 1400 радника.